# Copa Verde 2016
Die Copa Verde 2016 war die dritte Austragung der Copa Verde, eines regionalen Fußballpokalwettbewerbs in Brasilien, der vom nationalen Fußballverband CBF organisiert wurde. Mit dem Gewinn des Pokals war die Qualifikation für die Copa Sudamericana 2017 verbunden. Dieses wurde aber nach einer Neustrukturierung der Sudamericana durch die CONMEBOL zurückgenommen. Als Ersatz legte der CBF fest, dass der Sieger sich direkt für das Achtelfinale des Copa do Brasil 2017 qualifizierte. Das Turnier wurde im KO-Modus mit Hin- und Rückspiel ausgetragen. Es startete am 6. Februar und endete am 11. Mai 2016.

## Teilnehmer
Im Gegenzug zu den beiden ersten Turnieren erfolgte 2016 eine Ausweitung um zwei Teilnehmer aus Goiás. Somit traten 18 Teilnehmer, die weiteren kamen aus den elf Bundesstaaten Acre, Amapá, Amazonas, Distrito Federal do Brasil, Espírito Santo, Mato Grosso, Mato Grosso do Sul, Pará, Rondônia, Roraima und Tocantins hatte. Vierzehn davon nahmen als erfolgreiche Klubs aus den Fußballmeisterschaften der Bundesstaaten von Brasilien teil. Die anderen vier Klubs ergaben aus dem CBF Ranking, welche aus den Staatsmeisterschaften noch nicht qualifiziert waren.
Ursprünglich hatte der CBF im August 2015 eine Austragung wie im Vorjahresformat angekündigt. Im Dezember 2015 kündigte dieser aber die Änderung mit der Aufnahme von Goiás und der Einführung einer Vorrunde an. Mit dieser gab der CBF erstmals bekannt nicht wie bisher nur die Wertungen aus den Staatsmeisterschaften zur Qualifikation heranzuziehen, sondern auch eine über die Rangliste des Verbandes zu berücksichtigen. Hierdurch konnten bislang nicht qualifizierte Klubs am Turnier teilnehmen. Dieses waren der Vila Nova FC, Luverdense EC, Paysandu SC und Águia de Marabá FC. Durch diese Entscheidung wurden Klubs, welche an sich über die Staatsmeisterschaft qualifiziert waren, vom Wettbewerb ausgeschlossen.
Der Independente Atlético Clube de Tucuruí sowie der Parauapebas FC behaupteten, die Regelung sei einzig geschafften worden, damit der nicht qualifizierte Paysandu SC an dem Turnier teilnehmen konnte. Der Präsident des Verbandes von Pará Oberst Antonio Nunes, dem sogenannten Colonel Nunes, war Präsident von Paysandu und aktiv im Beirat des Klubs. Nunes war auch Kandidat für die Vizepräsidentschaft des CBF. Dieser behauptete die Änderungen wären nicht auf seine Veranlassung hin geschehen, sondern auf Wunsch des Fernsehsenders Esporte Interativo. Dieser wies diese Anschuldigungen jedoch zurück.
Trotz der Proteste wurde das Turnier in der vorgesehenen Form abgehalten. Die qualifizierten Klubs Goiás EC und Atlético Goianiense verzichteten auf ihre Teilnahme. Für Goiás trat der Vize-Staatsmeister AA Aparecidense an und Atlético (28. der Rangliste) kam Vila Nova FC als 44.

### Teilnehmer Staatsmeisterschaften
| Bundesstaat        | Klub                    | Qualifizierung          |
| ------------------ | ----------------------- | ----------------------- |
| Acre               | Rio Branco FC (AC)      | Staatsmeister 2015      |
| Amapá              | Santos FC (AP)          | Staatsmeister 2015      |
| Amazonas           | Nacional FC (AM)        | Staatsmeister 2015      |
| Amazonas           | Nacional Fast Clube     | Staatspokalsieger 2015  |
| Distrito Federal   | SE Gama                 | Staatsmeister 2015      |
| Distrito Federal   | Brasília FC             | Vize-Staatsmeister 2015 |
| Espírito Santo     | Espírito Santo FC       | Staatspokalsieger 2015  |
| Goiás              | AA Aparecidense         | Vize-Staatsmeister 2015 |
| Mato Grosso        | Cuiabá EC               | Staatsmeister 2015      |
| Mato Grosso do Sul | EC Comercial (MS)       | Staatsmeister 2015      |
| Pará               | Clube do Remo           | Staatsmeister 2015      |
| Rondônia           | SC Genus de Porto Velho | Staatsmeister 2015      |
| Roraima            | Náutico FC              | Staatsmeister 2015      |
| Tocantins          | Interporto FC           | Vize-Staatsmeister 2015 |

### Teilnehmer CBF Ranking
| Bundesstaat | Klub               | CBF Platz |
| ----------- | ------------------ | --------- |
| Goiás       | Vila Nova FC       | 44        |
| Mato Grosso | Luverdense EC      | 36        |
| Pará        | Paysandu SC        | 30        |
| Pará        | Águia de Marabá FC | 55        |

## Vorrunde
Die Paarungen wurden am 8. Dezember 2015 festgelegt.
| Datum      |                     | Gesamt |                      | Hinspiel  | Rückspiel |
| ---------- | ------------------- | ------ | -------------------- | --------- | --------- |
| 6.2./17.2. | Nacional Fast Clube | 0:4    | Águia de Marabá FC * | 0:1 (0:1) | 0:3 (0:3) |
| 18.2./3.3. | Brasília FC         | 1:2    | Vila Nova FC         | 1:1 (0:1) | 0:1 (0:0) |

## Finalrunde

### Turnierplan
Kursiv gekennzeichnete Klubs hatten das erste Heimspiel, fehlt die Kennzeichnung hatte der Paarungssieger auch das erste Heimspiel.

|  | Erste Runde                            | Erste Runde    | Erste Runde | Erste Runde | Erste Runde |  |  | Viertelfinale                          | Viertelfinale | Viertelfinale | Viertelfinale | Viertelfinale |  |                            | Halbfinale   | Halbfinale | Halbfinale | Halbfinale | Halbfinale |  |  | Finale | Finale | Finale | Finale | Finale |
|  |                                        |                |             |             |             |  |  |                                        |               |               |               |               |  |                            |              |            |            |            |            |  |  |        |        |        |        |        |
|  | Amazonas (brasilianischer Bundesstaat) | Fast Clube     | 1           | 0           | 1           |  |  |                                        |               |               |               |               |  |                            |              |            |            |            |            |  |  |        |        |        |        |        |
|  | Pará                                   | Paysandu SC    | 1           | 3           | 4           |  |  | Pará                                   | Paysandu SC   | 1             | 5             | 6             |  |                            |              |            |            |            |            |  |  |        |        |        |        |        |
|  | Rondônia                               | Genus *        | 2           | -           | -           |  |  | Acre (Bundesstaat)                     | Rio Branco    | 0             | 2             | 2             |  |                            |              |            |            |            |            |  |  |        |        |        |        |        |
|  | Acre (Bundesstaat)                     | Rio Branco     | 1           | -           | -           |  |  |                                        |               |               |               |               |  | Pará                       | Paysandu SC  | 2          | 4          | 6          |            |  |  |        |        |        |        |        |
|  | Amapá                                  | Santos         | 3           | 2           | 5           |  |  |                                        |               |               |               |               |  | Pará                       | Remo         | 1          | 2          | 3          |            |  |  |        |        |        |        |        |
|  | Amazonas (brasilianischer Bundesstaat) | Nacional       | 3           | 4           | 7           |  |  | Amazonas (brasilianischer Bundesstaat) | Nacional      | 1             | 0             | 1             |  |                            |              |            |            |            |            |  |  |        |        |        |        |        |
|  | Roraima                                | Náutico        | 1           | 0           | 1           |  |  | Pará                                   | Remo          | 1             | 1             | 2             |  |                            |              |            |            |            |            |  |  |        |        |        |        |        |
|  | Pará                                   | Remo           | 3           | 4           | 7           |  |  |                                        |               |               |               |               |  | Pará                       | Paysandu SC  | 2          | 1          | 3          |            |  |  |        |        |        |        |        |
|  | Mato Grosso do Sul                     | Comercial      | 0           | 0           | 0           |  |  |                                        |               |               |               |               |  | Distrito Federal do Brasil | Gama         | 0          | 2          | 2          |            |  |  |        |        |        |        |        |
|  | Mato Grosso                            | Cuiabá         | 0           | 2           | 2           |  |  | Mato Grosso                            | Cuiabá        | 1             | 1             | 2             |  |                            |              |            |            |            |            |  |  |        |        |        |        |        |
|  | Espírito Santo                         | Espírito Santo | 0           | 0           | 0           |  |  | Goiás                                  | Aparecidense  | 3             | 0             | 3             |  |                            |              |            |            |            |            |  |  |        |        |        |        |        |
|  | Goiás                                  | Aparecidense   | 0           | 2           | 2           |  |  |                                        |               |               |               |               |  | Goiás                      | Aparecidense | 1          | 2          | 3          |            |  |  |        |        |        |        |        |
|  | Goiás                                  | Vila Nova      | 4           | 1           | 5           |  |  |                                        |               |               |               |               |  | Distrito Federal do Brasil | Gama         | 3          | 1          | 4          |            |  |  |        |        |        |        |        |
|  | Mato Grosso                            | Luverdense     | 0           | 0           | 0           |  |  | Goiás                                  | Vila Nova     | 0             | 0             | 0 (3)         |  |                            |              |            |            |            |            |  |  |        |        |        |        |        |
|  | Tocantins                              | Interporto     | 1           | 0           | 1           |  |  | Distrito Federal do Brasil             | Gama          | 0             | 0             | 0 (4)         |  |                            |              |            |            |            |            |  |  |        |        |        |        |        |
|  | Distrito Federal do Brasil             | Gama           | 1           | 3           | 4           |  |  |                                        |               |               |               |               |  |                            |              |            |            |            |            |  |  |        |        |        |        |        |

### Achtelfinale
| Datum       |                         | Gesamt |                    | Hinspiel  | Rückspiel |
| ----------- | ----------------------- | ------ | ------------------ | --------- | --------- |
| 9.3./-      | SC Genus de Porto Velho | 2:1    | Rio Branco FC (AC) | 2:1 (2:1) | -         |
| 9.3./16.3.  | Santos FC (AP)          | 5:7    | Nacional FC (AM)   | 3:3 (2:1) | 2:4 (0:2) |
| 9.3./16.3.  | EC Comercial (MS)       | 0:2    | Cuiabá EC          | 0:0       | 0:2 (0:1) |
| 9.3./16.3.  | Espírito Santo FC       | 0:2    | AA Aparecidense    | 0:0       | 0:2 (0:0) |
| 9.3./16.3.  | Interporto FC           | 1:4    | SE Gama            | 1:1 (0:0) | 0:3 (0:0) |
| 10.3./16.3. | Náutico FC              | 1:7    | Clube do Remo      | 1:3 (0:3) | 0:4 (0:0) |
| 10.3./17.3. | Vila Nova FC            | 5:0    | Luverdense EC      | 4:0 (4:0) | 1:0 (1:0) |
| 24.3./27.3. | Nacional Fast Clube     | 1:4    | Paysandu SC        | 1:1 (1:1) | 0:3 (0:3) |

### Viertelfinale
| Datum       |                  | Gesamt          |                    | Hinspiel  | Rückspiel |
| ----------- | ---------------- | --------------- | ------------------ | --------- | --------- |
| 23.3./13.4. | Cuiabá EC        | 2:3             | AA Aparecidense    | 1:3 (1:1) | 1:0 (1:0) |
| 24.3./6.4.  | Nacional FC (AM) | 1:2             | Clube do Remo      | 1:1 (1:0) | 0:1 (0:1) |
| 24.3./7.4.  | Vila Nova FC     | 0:0 (3:4 i. E.) | SE Gama            | 0:0       | 0:0       |
| 7.4./14.4   | Paysandu SC      | 6:2             | Rio Branco FC (AC) | 1:0 (0:0) | 5:2 (2:0) |

### Halbfinale
| Datum       |                 | Gesamt |               | Hinspiel  | Rückspiel |
| ----------- | --------------- | ------ | ------------- | --------- | --------- |
| 20.4./23.4. | Paysandu SC     | 6:3    | Clube do Remo | 2:1 (1:1) | 4:2 (1:1) |
| 20.4./23.4. | AA Aparecidense | 3:4    | SE Gama       | 1:3 (1:1) | 2:1 (0:0) |

### Finale

#### Hinspiel
| Paysandu SC                                            | Paysandu SC | SE Gama | SE Gama |
| ------------------------------------------------------ | --- | --- | ------- |
| Paysandu SC                                            | \| 3. Mai 2016 in Belém (Pará) (Estádio Olímpico do Pará) \| \| Ergebnis: 2:0 (1:0) \| \| Zuschauer: 24.160 \| \| Schiedsrichter: Alisson Sidnei Furtado ( Tocantins) \| \| Spielbericht \| | \| 3. Mai 2016 in Belém (Pará) (Estádio Olímpico do Pará) \| \| Ergebnis: 2:0 (1:0) \| \| Zuschauer: 24.160 \| \| Schiedsrichter: Alisson Sidnei Furtado ( Tocantins) \| \| Spielbericht \| | SE Gama |
| Paysandu SC                                            | Emerson – Crystian, Fernando Lombardi, Gualberto, Lucas Siqueira – Ricardo Capanema, Augusto Recife , Raí 63., Celsinho – Fabinho Alves 81., Leandro Cearense Reserve Raphael Luz 63., Wanderson 81., Marcão, Pablo Wallace, Gilvan, Flávio Ramos, Ilaílson, Vélber, Bruno Smith, Paulinho, Rodrigo Andrade Cheftrainer: Dado Cavalcanti | Francisco Pereira – Dudu Gago, Pedrão 78., João Paulo, Makeka – Eduardo Milhomem, Judvan Almeida, Michel Pires, Fábio Gama 70. – Formiga, Rafael Grampola 90+1. Reserve Adilson Maringá, Jesiel 90+1'., Marlos, Willams da Luz, Hericles 81., Raone 70., Italo Barbosa Cheftrainer: Arthur Bernardes | SE Gama |
| Paysandu SC                                            | 1:0 Celsinho (9.) 2:0 Leandro Cearense (90.+4') | | SE Gama |
| Paysandu SC                                            | Ricardo Capanema (32.), Leandro Cearense (44.), Celsinho (82.) | Eduardo Milhomem (37.), Judvan Almeida (53.) | SE Gama |
| 3. Mai 2016 in Belém (Pará) (Estádio Olímpico do Pará) | | |         |
| Ergebnis: 2:0 (1:0)                                    | | |         |
| Zuschauer: 24.160                                      | | |         |
| Schiedsrichter: Alisson Sidnei Furtado ( Tocantins)    | | |         |
| Spielbericht                                           | | |         |

#### Rückspiel
| SE Gama                                               | SE Gama | Paysandu SC | Paysandu SC |
| ----------------------------------------------------- | --- | --- | ----------- |
| SE Gama                                               | \| 10. Mai 2015 in Gama (Estádio Walmir Campelo Bezerra) \| \| Ergebnis: 2:1 (0:1) \| \| Zuschauer: 9.090 \| \| Schiedsrichter: Elmo Alves Resende Cunha ( Goiás) \| \| Spielbericht \| | \| 10. Mai 2015 in Gama (Estádio Walmir Campelo Bezerra) \| \| Ergebnis: 2:1 (0:1) \| \| Zuschauer: 9.090 \| \| Schiedsrichter: Elmo Alves Resende Cunha ( Goiás) \| \| Spielbericht \| | Paysandu SC |
| SE Gama                                               | Francisco Pereira – Dudu Gago 86., Pedrão, João Paulo, Judvan Almeida 67. – Eduardo Milhomem, Hericles, Michel Pires, Fábio Gama – Raone, Rafael Grampola Reserve Adilson Maringá, Adriano Peres 87., Makeka, Jesiel, Marlos, Willams da Luz, Italo Barbosa 67., Formiga Cheftrainer: Arthur Bernardes | Emerson – Roniery, Fernando Lombardi, Gualberto, Lucas Siqueira – Ricardo Capanema, Augusto Recife , Raí 46., Celsinho – Fabinho Alves 9., Leandro Cearense Reserve Marcão, Crystian, Gilvan, Pablo Renan, Ilaílson, Raphael Luz 9. 84., Vélber, Bruno Smith, Paulinho 84., Rodrigo Andrade 46., Wanderson, Betinho Cheftrainer: Dado Cavalcanti | Paysandu SC |
| SE Gama                                               | 1:1 Rafael Grampola (73.) 2:1 Rafael Grampola (78., Elfmeter) | 0:1 Raí (3.) | Paysandu SC |
| SE Gama                                               | Eduardo Milhomem (26.), Italo Barbosa (85.) | Roniery (12.), Rai (14.), Augusto Recife (21.), Ricardo Capanema (38.), Raphael Luz (77.), Gualberto (78.), Emerson (88.) | Paysandu SC |
| SE Gama                                               | Ricardo Capanema (59.) | | Paysandu SC |
| SE Gama                                               | Raone (28.) | | Paysandu SC |
| SE Gama                                               | Raone erhielt die rote Karte für Foulspiel, ohne Möglichkeit an den Ball zu gelangen trat er den Gegenspieler von hinten an die Wade. | Ricardo Capanema erhielt die gelb-rote Karte für wiederholtes Foulspiel nach einem zu hartem Foul. | Paysandu SC |
| 10. Mai 2015 in Gama (Estádio Walmir Campelo Bezerra) | | |             |
| Ergebnis: 2:1 (0:1)                                   | | |             |
| Zuschauer: 9.090                                      | | |             |
| Schiedsrichter: Elmo Alves Resende Cunha ( Goiás)     | | |             |
| Spielbericht                                          | | |             |

## Torschützenliste
| Pl. | Nat.        | Spieler         | Klub             | Tore |
| --- | ----------- | --------------- | ---------------- | ---- |
| 1   | Brasilianer | Rafael Grampola | SE Gama          | 6    |
| 2   | Brasilianer | Betinho         | Paysandu SC      | 4    |
| 3   | Brasilianer | Fabinho Alves   | Paysandu SC      | 3    |
|     | Brasilianer | Raí             | Paysandu SC      | 3    |
|     | Brasilianer | Wanderley       | Nacional FC (AM) | 3    |
|     | Brasilianer | Welthon         | Clube do Remo    | 3    |